# Agutaya
Agutaya (Bayan ng Agutaya) är en kommun i Filippinerna. Kommunen tillhör provinsen Palawan och består av några småöar i Suluhavet, ungefär halvvägs mellan ön Palawan och ön Panay. Folkmängden uppgår till 10 422 invånare.
Agutaya är indelad i 10 barangayer.

## Källor

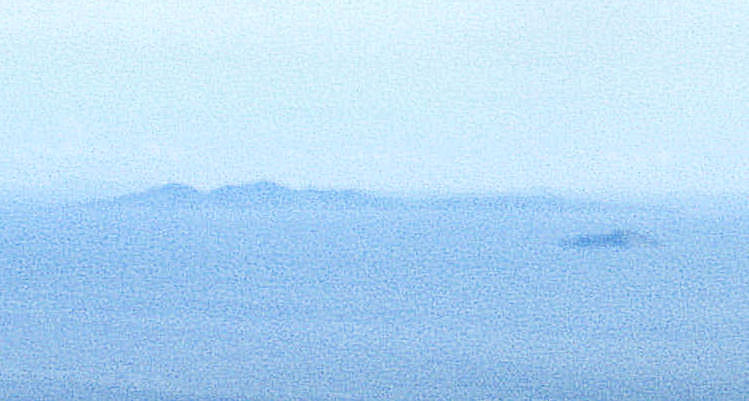